# 久留米鰟鮍
久留米鰟鲏（学名：Rhodeus ocellatus kurumeus）为輻鰭魚綱鯉形目鱊科的一個種，分布於亞洲日本，棲息在池塘、田野或溝渠。有些分類上被認為是高體鰟鮍(Rhodeus ocellatus)的同種異名。